# Jessica Dunphy
Jessica Dunphy (nacida el 23 de octubre de 1984) es una actriz estadounidosense.
Originaria de Glenside (Pensilvania), los mayores papeles de Dunphy incluyen Devin Pillsbury en Los Sopranos y Alison Stewart en la telenovela As the World Turns desde el 25 de abril de 2002 hasta su aparición final el 20 de julio de 2005.
Ha aparecido en las películas Storytelling (2001) y Pizza (2005).